# Copa de Balompié Mexicano 2022
La Copa de Balompié Mexicano 2022 fue la 1ª edición de la Copa Balompié Mexicano. Comenzó el 6 de julio de 2022 y terminó el 10 de julio de 2022.

## Sistema de competencia
Se utilizó el método de eliminación directa a un solo partido, el partido se jugó en cancha del equipo mejor ubicado en la Liga de Balompié Mexicano 2022
El campeón se enfrentó al campeón de liga por el campeón de campeones.

## Información de los equipos
| Equipo                    | Entrenador          | Ciudad                       | Estadio                     | Capacidad | Fundación      | Patrocinador      | Kit           |
| ------------------------- | ------------------- | ---------------------------- | --------------------------- | --------- | -------------- | ----------------- | ------------- |
| Halcones de Querétaro     | Óscar Díaz          | Querétaro, Querétaro         | Casa de la juventud INDEREQ | 0         | 2021 (4 años)  | People Seguros    | Dony          |
| Industriales de Naucalpan | Edgar Acosta        | Naucalpan, Estado de México  | Plutarco Elías Calles       | 300       | 2020 (5 años)  | Gas Metropolitano | Deportes Alve |
| Mezcaleros de Oaxaca      | Jesús López Meneses | Oaxaca, Oaxaca               | Independiente MRCI          | 5000      | 2022 (3 años)  | MRCI              | Felinus       |
| Neza FC                   | Mario Rodríguez     | Ixtapaluca, Estado de México | Deportivo Valle Verde       | 0         | 1991 (34 años) | MARULA            | Keuka         |

## Fase final
|  | Semifinales            | Semifinales               | Semifinales            |            |   | Final                 | Final               | Final               |  |
|  | 6 y 7 de julio de 2022 | 6 y 7 de julio de 2022    | 6 y 7 de julio de 2022 |            |   | 10 de julio de 2022   | 10 de julio de 2022 | 10 de julio de 2022 |  |
|  |                        |                           |                        |            |   |                       |                     |                     |  |
|  |                        |                           |                        |            |   |                       |                     |                     |  |
|  | 2                      | Halcones de Querétaro     | 8                      |            |   |                       |                     |                     |  |
|  | 2                      | Halcones de Querétaro     | 8                      |            |   |                       |                     |                     |  |
|  | 6                      | Industriales de Naucalpan | 0                      |            |   |                       |                     |                     |  |
|  | 6                      | Industriales de Naucalpan | 0                      |            | 2 | Halcones de Querétaro | 4                   |                     |  |
|  |                        |                           |                        |            | 2 | Halcones de Querétaro | 4                   |                     |  |
|  |                        |                           | 5                      | Mezcaleros | 2 |                       |                     |                     |  |
|  | 3                      | Neza FC                   | 5                      | Mezcaleros | 2 | 0                     |                     |                     |  |
|  | 3                      | Neza FC                   |                        |            |   | 0                     |                     |                     |  |
|  | 5                      | Mezcaleros                | 3                      |            |   |                       |                     |                     |  |
|  | 5                      | Mezcaleros                | 3                      |            |   |                       |                     |                     |  |
|  |                        |                           |                        |            |   |                       |                     |                     |  |

### Semifinales

#### Neza FC - Mezcaleros
| 6 de julio de 2022, 15:00 | Neza FC | 0:3 (0:0) | Mezcaleros de Oaxaca                                          | Deportivo Valle Verde, Ixtapaluca |  |
|                           |         |           | Miguel Rojas 58' · Orlando González 85' · Brandon Rosario 85' |                                   |  |

#### Halcones - Industriales
| 7 de julio de 2022, 12:00 | Halcones de Querétaro | 8:0 (2:0) | Industriales de Naucalpan | Casa de la Juventud INDEREQ, Querétaro |  |
|                           | Humberto Merlos 32' · Jorge Saldaña 47' · Brayan Sanclemente 61' · Vicente Morales 62' · Yoset Geronimo 71' · Alfonso Nieto 79' · Yoset Geronimo 87' |           |                           |                                        |  |

### Final

#### Halcones - Mezcaleros
| 10 de julio de 2022, 12:00 | Halcones de Querétaro                             | 4:2 (1:1) | Mezcaleros de Oaxaca | Unidad Deportiva La Cañada, La Cañada |  |
|                            | Bryan Sanclemente 42' 58' · Alfonso Nieto 59' 75' |           | Miguel Rojas 34' 91' |                                       |  |

## Estadísticas

### Máximos goleadores
Lista con los máximos goleadores del torneo.

Fecha de actualización: 10 de julio de 2022
| Posición | Jugador           | Club                  | Goles |
| -------- | ----------------- | --------------------- | ----- |
| 1°       | Bryan Sanclemente | Halcones de Querétaro | 3     |
| =        | Alfonso Nieto     | Halcones de Querétaro | 3     |
| =        | Miguel Rojas      | Mezcaleros de Oaxaca  | 3     |
| 4°       | Yoset Jerónimo    | Halcones de Querétaro | 2     |
| 5°       | Orlando González  | Mezcaleros de Oaxaca  | 1     |
| =        | Brandon Rosario   | Mezcaleros de Oaxaca  | 1     |
| =        | Humberto Merlos   | Halcones de Querétaro | 1     |
| =        | Jorge Saldaña     | Halcones de Querétaro | 1     |
| =        | Vicente Morales   | Halcones de Querétaro | 1     |